# キャメル珈琲
株式会社キャメル珈琲（キャメルコーヒー）は、東京都世田谷区代田に本社を置く企業である。
主に自家焙煎のコーヒー豆およびコーヒー関連商品や輸入食材、製菓材、酒類を販売する店舗「カルディコーヒーファーム」の経営を手掛ける。卸売やコンサルタント以外にも、レストランやカフェを運営している。

## 概要
1977年9月の設立当初は、喫茶店向けコーヒー豆の卸売を中心に営業していた。1986年、小売店舗として「カルディコーヒーファーム」第1号店（現:下高井戸店）を開店する。2021年8月時点で、カルディコーヒーファーム国内直営小売店は474店舗。
2014年に北海道余市町でワイン用ブドウの栽培を開始し、2017年にはワイナリーが完成。自社で栽培したブドウから国産ワインの自社製造にも取り組む。
日本国内にはレストラン・カフェを15店舗展開、2006年3月には、タイ・バンコクに「キャメル珈琲・タイランド」を開店、2018年には、カルディコーヒーファームを海外（台湾）初出店するなど、飲食事業や海外事業にも力を入れている。

## 展開する店舗
- カルディコーヒーファーム

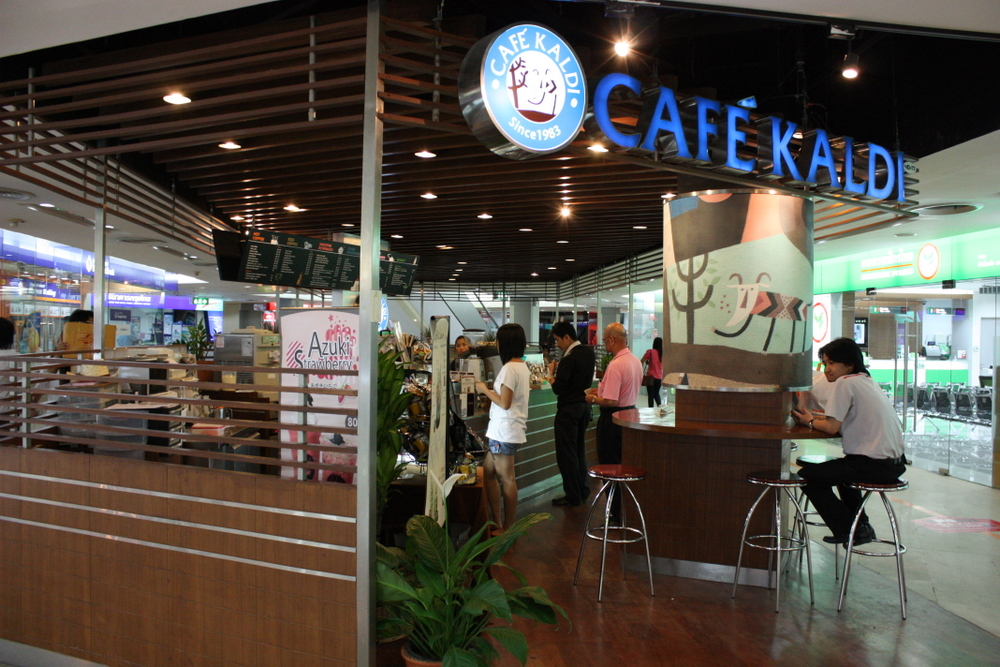
CAFE KALDIのバンコクMBK店

- ピッツェリア・トニーノ - 下高井戸、イタリア・ボローニャ
- カフェカルディーノ - エトモ池上、池袋ショッピングパーク、パークシティ武蔵小山ザモール、玉川髙島屋S・C、ココネリ練馬北口、世田谷代田、溜池山王メトロピア
- バル HAGARE - 桜新町、大森、下北沢、渋谷、西荻窪
- カフェカルディーノ/HAGARE - 八重洲地下街
- ショコラトリーキャメル - 鎌倉
- CAFE KALDI - タイ・バンコク、ネパール・タメル

### 過去に展開していた店舗
- カフェデリツィア - さいたま新都心（2021/9/30閉店）
- カルディバッコ - ミウィ橋本内にあった酒類専門店舗。同ビル内にあったカルディ橋本店と統合され消滅。
- 珈琲らくだ屋 - 小田急小田原線世田谷代田駅南口。2017年1月末閉店。

## カルディコーヒーファーム

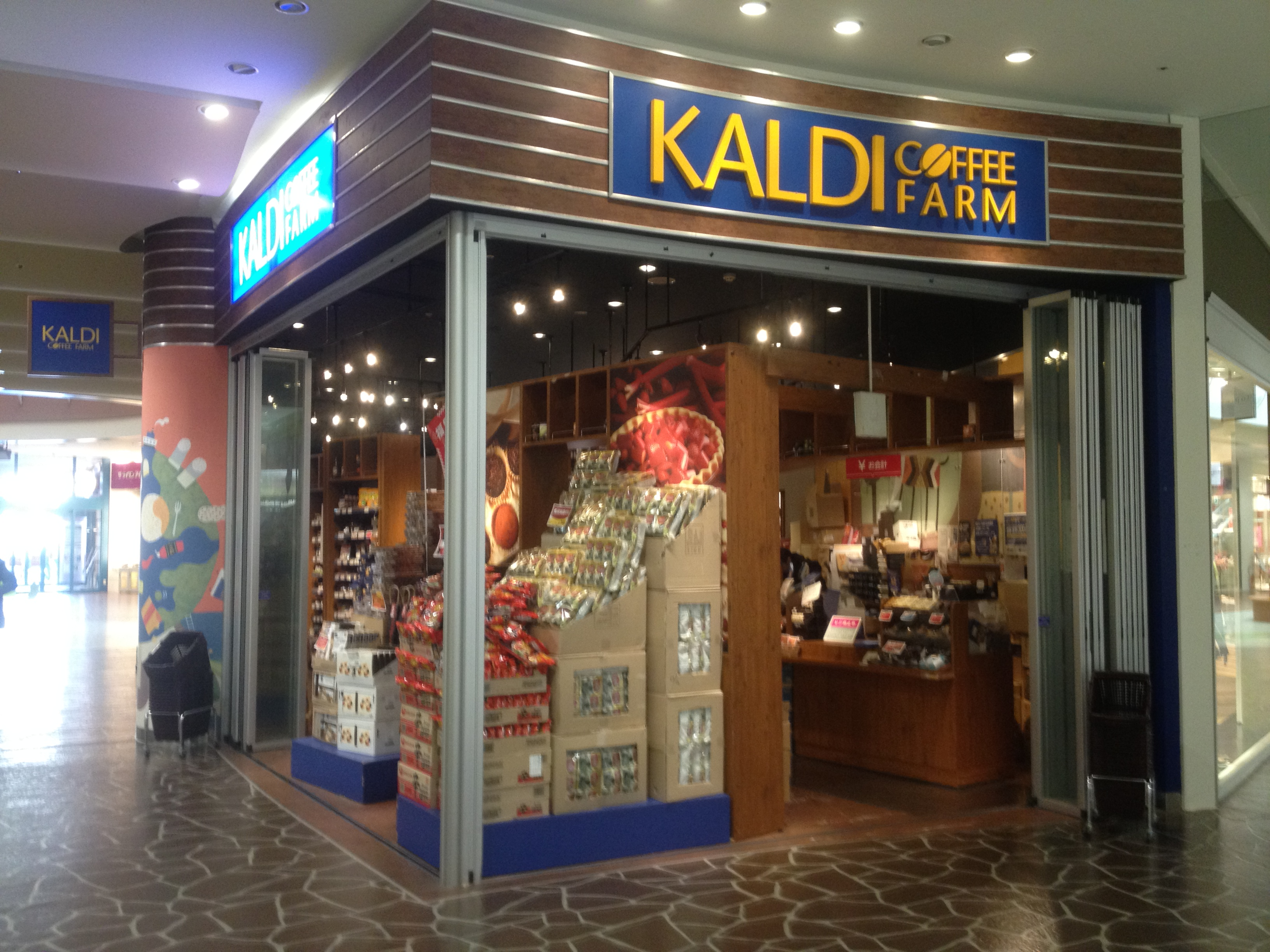
名古屋みなと店(閉店済み)

キャメル珈琲の根幹を成す小売店舗である。名称はコーヒーの歴史におけるいくつかの起源説のうちの一つ、「エチオピアのヤギ飼いの牧人カルディ（KALDI）が山でコーヒーを食べたヤギが興奮状態になることに気づいたことから発見」に縁るもので、店舗内装飾や看板、紙袋をはじめ、オリジナル商品やオリジナルグッズなどに、このヤギとヤギ飼いカルディを模した統一デザインが採用されている。このヤギのキャラクターには「ヤギべえ」という名前がついている。

### 歴史
1986年に下高井戸駅の近くに1号店をオープン。1997年にマルイファミリー溝口に出店したのを機に、イオンモールなどへのテナント出店を続けた。2010年には200店舗、12年に300店舗、17年に400店舗を達成した。
2018年には台湾にカルディコーヒーファームを海外初出店。
2025年2月14日、楽天ペイメントと提携して、同月18日から楽天グループの共通ポイントサービスである楽天ポイントカードを導入することを発表。

### 内装
店舗の内装は木の陳列棚に所狭しと商品を並べ、店内照明は暗めにしている。これは「西洋の図書館」をイメージしているとされる。この陳列方法はディスカウントストアの「ドン・キホーテ」の圧縮陳列との類似が指摘されている。
頻繁に店内のレイアウトを変えることも特徴的であり、季節のイベントなどに合わせて変更を行うことで客は「宝探し感覚」を味わえる。

### 商品

#### 輸入商品
ヨーロッパ、アジア、アメリカなど世界各国の輸入食材がカルディの特徴である。主力商品であるワインは関連会社のオーバーシーズが各国のワインを輸入している。それに合わせて生ハムなどのワインに合う商品を並べている。

#### KALDIオリジナル
カルディのプライベートブランド。スープやパスターソース、お菓子や調味料など300種類以上展開している。2006年にカルディが設立した「もへじ」は日本各地の特産品を使った商品を開発しカルディで販売を行っている。

### コーヒーサービス
店頭では試飲として紙コップに入れたコーヒーを無料で配っており、これは1992年に開店した下北沢店で暑い夏に感謝の気持として客にアイスコーヒーをふるまったところ好評を博したことからカルディ全体に広がったものである。
新型コロナウイルス感染症拡大の影響により、2020年6月現在全店舗でサービスを休止していたが、規制が緩和されたことにより、2023年9月より再開している。

### 従業員
店舗スタッフは基本的に女性を中心に構成されており全従業員の98%が女性である。その理由として「食材に興味を持つのは圧倒的に女性が多い」ことが挙げられている。

## 関連会社
国内
- 株式会社オーバーシーズ - 世界の食品およびワインの商品開発・輸入・卸売
- 株式会社もへじ - 和食材の商品開発・仕入れ
- 株式会社KOWAKE - 食品包装・アッセンブル
- 株式会社キャメルファーム - ぶどうの栽培・醸造・製造
- 株式会社キャメルキッチン - カフェ・ワインバー・イタリアンレストランの運営
- 株式会社キャメルマオイ - 道の駅・温泉事業の指定管理業務を北海道夕張郡長沼町から受託
- 株式会社キャメルフロンティア - グループ内シェアードサービス

海外
- CAMEL COFFEE THAILAND CO., LTD. - タイでの飲食事業
- KALDI THAILAND CO., LTD. - タイでのコーヒー豆の卸売事業
- 台灣咖樂迪（台湾カルディ）股份有限公司 - カルディ COFFEE FARMの運営

## 不祥事

### 障害者の雇用状況
2011年5月13日、障碍者の雇用状況（従業員数100人を超える場合、最低2パーセントは障碍者であることと義務付けられている）に改善が見られないとして、障害者雇用促進法第47条に基づく企業名公表をされる。2011年1月1日現在での障害者実雇用率は0.13%（基礎労働者数2273名、ダブルカウントを含む雇用数3名、不足数37名）。
2012年以降は雇用状況に改善が見られ公表には至っていない。カルディコーヒーファームの公式ウェブサイトの採用情報内では積極的に障害者採用を行っていることがわかる。

### 下請法違反
2023年3月17日、下請け業者に支払う代金を不当に減額するなどしたとして、公正取引委員会は、キャメル珈琲に対し下請法違反（減額の禁止など）で再発防止を求める勧告を出したと発表した。 同社は2021年5月～22年12月、オンラインストアで販売するクッキーやチョコレートなどの納入をめぐり、食品などの製造を委託する下請け58社に対し、配送不要なのに物流センターの使用料名目で代金から約748万円を不当に減額した。また、納品時に品質検査をしていないのに、商品に瑕疵があるとして49社に約305万円分の商品を返品し、そのうち46社に対して返品の際に生じる人件費などとして約313万円を負担させていた。
同社はプライベートブランド商品の製造を委託した下請67社に対し、違反認定された総額約1366万円を返金した。